# Scary Movie
Scary Movie är en amerikansk-kanadensisk skräck-parodi från 2000 i regi av Keenen Ivory Wayans med Anna Faris i huvudrollen. Filmen hade Sverigepremiär den 13 oktober 2000.

## Handling
En ung flicka blir mördad och Cindy Campbell och hennes vänner försöker ta reda på vem mördaren är. Mördaren tar kontakt med Cindy och berättar att han vet att hon och hennes vänner mördade en man förra Halloween.

## Om filmen
Scary Movie är regisserad av Keenen Ivory Wayans. Filmen gör parodi på bland annat filmerna Scream och Jag vet vad du gjorde förra sommaren. Den innehåller även scener där The Blair Witch Project, Sjätte sinnet och De misstänkta parodieras. Det finns även en del i filmen där de använder bullet-time och parodierar Matrix.

## Uppföljare
- Scary Movie 2 (2001)
- Scary Movie 3 (2003)
- Scary Movie 4 (2006)
- Scary Movie 5 (2013)

## Filmer som parodieras i filmen (i urval)
- Scream
- Jag vet vad du gjorde förra sommaren
- The Blair Witch Project
- Sjätte sinnet
- De misstänkta
- The Shining
- Alla helgons blodiga natt
- Fredagen den 13:e
- Matrix
- Psycho
- Candyman

## Rollista (urval)
- Anna Faris – Cindy Campbell
- Regina Hall – Brenda Meeks
- Jon Abrahams – Bobby Prince
- Marlon Wayans – Shorty Meeks
- Shawn Wayans – Ray Wilkins
- Shannon Elizabeth – Buffy Gilmore
- Lochlyn Munro – Greg Phillipe
- Carmen Electra – Drew Decker
- Dave Sheridan – Special Officer Doofy Gilmore
- Cheri Oteri – Gail Hailstorm